# 苏义脑
苏义脑（1949年7月9日—），河南偃师人，油气钻井工程专家，博士生导师，1976年毕业于武汉钢铁学院，1982年取得硕士学位，1988年取得博士学位。2003年当选中国工程院能源与矿业工程学部院士。现任中国石油集团钻井工程技术研究院副院长。

## 头衔
- 国家科技部863计划海洋领域820主题专家组专家
- 国家科技奖励地矿专业组评委
- 中国石油天然气集团公司科技委员会委员
- 油气钻井技术国家工程实验室主任
- 中国石油天然气集团公司钻井工程重点实验室主任
- 《石油学报》等8刊物编委